# 葭萌关
葭萌关中國古代的一處關隘，在今四川廣元市昭化區（該區在2013年前稱葭萌縣）。
建安十七年（公元212年），劉璋邀劉備入益州協助防禦漢中的張魯，劉備進屯葭萌關。但當劉璋發現下屬張松與劉備共謀奪取益州後，劉備和劉璋最終反目，劉備自葭萌關向南進攻劉璋。
在小說《三國演義》中，羅貫中虛構了建安十九年（公元214年）張飛（劉備軍）與馬超（張魯軍）在此發生的一場戰役。然而《三國志》中並沒有關於此事的記載。正史上，馬超不能和張魯好好相處，互相疑忌。當馬超得知劉備正圍劉璋於成都（益州州治），秘密寫信給劉備，表示願降。劉備派人迎接馬超，馬超率軍到成都城外。城中因而大恐，劉璋投降。劉備用馬超為平西將軍，督臨沮，封前都亭侯。」
延熙十四年（公元251年），蜀漢大將軍費禕在此遇刺身亡。
目前，昭化的葭萌关古城堡已不復存在，只有磚砌的拱門仍然屹立。葭萌关自宋開宝五年起就使用“昭化”這個名字，現屬於四川省廣元市昭化區昭化鎮。昭化古城是一座傳承古老文化的古城，以其三國歷史遺跡而聞名於世。此地有清水河，流入嘉陵江，並有費褘墓、鮑三娘墓、牛頭山、姜維井等遺跡。